# Scogli Gucciarda
Gli scogli Gucciarda (o Guicciarda) sono un'isola dell'Italia sita nel mar Mediterraneo, in Sicilia.
Amministrativamente appartengono a Realmonte, comune italiano della provincia di Agrigento.
Si trovano poco distanti dalla Scala dei Turchi.
Geologicamente appartengono alla Formazione Agrigento, rocce calcatenitiche del Pliocene superiore.